# 北畠晴具
北畠晴具（1503年－1563年10月4日）是日本戰國時代的大名。伊勢國國司北畠家第7代當主。父親是第6代當主北畠材親（具方）。

## 生平
在文龜3年（1503年）出生，家中嫡男。永正8年（1511年），受父親讓予家督。永正15年（1518年），受第12代將軍足利義晴下賜偏諱而改名為晴具。
文武兩道都精通的名將，擅長弓馬、和歌、書法。大永元年（1521年），與細川高國等人一同在本據地多氣御所進行歌合（和歌比賽），並在大永2年（1522年）邀請連歌師宗長到多氣御所，令連歌興起。而高國在多氣御所建造的庭園，在現在被稱為「北畠氏館跡庭園」，是日本指定名勝之一。
享祿2年（1529年），高國和足利義晴被三好元長和柳本賢治擊敗，於是向近江朽木谷逃亡。高國為了向女婿晴具請求援軍而下向至伊勢。享祿4年（1531年），支援高國侵攻至攝津，不過與細川晴元和三好元長在攝津天王寺的戰鬥中敗北，高國在大物浦被殺。
天文年間，攻撃志摩鳥羽城，並將其收歸支配之下，由此掌握小濱氏等國人並制壓志摩國。此後開始攻略大和國並制壓吉野，不過因為這次大和侵攻，與大和諸國人出現對立，與筒井氏、越智氏、十市氏、久世氏等進行合戰。亦有攻略紀伊，領有由熊野地方至尾鷲、新宮方面，把支配領域擴大至十津川。在伊勢國內亦與長野氏鬥爭，天文12年（1543年），為了獲得伊勢南部而與長野藤定對立激化，於是向垂水鷺山出陣，藤定亦出陣，雙方爆發合戰，長野軍以細野氏和分部氏為主力迎撃，雙方激戰後，最終沒有分出勝負而撤退；長野氏降伏的時期是在具教一代。
在天文5年（1536年）出家並以天祐為法號。於天文22年（1553年）隱居並把家督讓予嫡男具教。在永祿6年（1563年）死去。享年61歲。